# Юдила

Монетные дворы Вестготского королевства

Юдила (Иудила; лат. Iudila; первая половина VII век) — знатный вестгот, в начале 630-х годов претендовавший на престол Вестготского королевства.

## Биография
Юдила не упоминается ни в одном из средневековых исторических источников нарративного или юридического характера. О его существовании известно только из нумизматических данных. В 1891 году при ремонтных работах в одной из церквей Кармоны был найден клад вестготских монет первой трети VII века. Среди них были две золотые монеты с надписью «король Юдила» (лат. «Iudila Rex»): одна изготовлена в Мериде (надпись — «IVDILA REX»), другая в — Илиберисе (надпись — «IVDIL.A REX»). На них Юдила изображён с королевскими инсигниями (диадемой или особым королевским головным убором и скипетром) и наделён эпитетом «Благочестивый» (лат. «Pius»). Монеты датируются периодом между 626 и 636 годами, так как по стилю они похожи на изготовленные на этих же монетных дворах тремиссы Свинтилы и Сисенанда. Позднее стала известна ещё одна отчеканенная в Илиберисе монета с упоминавшей Юдилу легендой.
Достоверных сведений о происхождении Юдилы нет. Некоторые историки считают, что он был знатным вестготом, имя которого — искажённая форма готских имён Лиубила, Лиувила или Гудила. Возможно, он принадлежал к знатному роду, имевшему владения в Севилье или Кордове. Сторонники вестготского происхождения Юдилы пытались отождествить его с другими известными из средневековых источников персонами: братом короля Свинтилы Гейлой или арианским епископом Ульдилой. Однако эти идентификации маловероятны из-за несовпадения областей Вестготского королевства, в которых действовали эти персоны, серьёзных противоречий в известных фактах их биографий, а также из-за причин лингвистического характера. Другие историки на основании ономастических данных предполагают, что предки Юдилы могли быть евреями. Возможно, его настоящим именем было Иегуда (др.-евр. יהודה‬), но более известен он был под своим уменьшительным именем: «маленький Иуда».
На основании сведений хроники жившего в 887—955 годах Ахмада ибн Мухаммада аль-Рази испанский историк Л. А. Гарсия Морено предположил, что Юдила был приближённым Свинтилы (лат. fideles regis; буквально: «верные королю»). Предполагается, что он входил в число тех военачальников, которые участвовали в успешных войнах этого монарха с византийцами. Возможно, именно освобождение вестготов юга Пиренейского полуострова от власти императоров Византии сыграло значительную роль в той поддержке, которую Юдиле позднее оказало местное население.
После свержения в 631 году короля Свинтилы Сисенандом в Вестготском королевстве произошло несколько мятежей против нового монарха. В современных этим событиям документах упоминается только об одном из них. Вождём мятежников назван брат Свинтилы Гейла, который сначала перешёл на сторону Сисенанда, а затем сам возглавил против того восстание. Также и Юдила был тем, кто не поддержал узурпацию престола Сисенандом. Города, где изготовлялись монеты Юдилы, находились в двух провинциях: Бетике и Лузитании. Из этого следует, что его власть распространялась на весь юг Вестготского королевства. Возможно, что главным городом владений Юдилы была Картахена. Изготовление монет со своим именем в легенде ещё с римских времён свидетельствовало о притязаниях узурпатора на власть над всем государством. Чеканка собственных монет также показывает, что Юдила считался частью вестготов полновластным королём довольно продолжительное время.
Тем не менее, в борьбе за престол победу одержал Сисенанд. В этом ему большую поддержку оказало возглавляемое Исидором Севильским духовенство южной части Пиренейского полуострова. В актах состоявшегося 5 декабря 633 года Четвёртого Толедского собора сообщается об отлучении от церкви и лишении имущества врагов короля Сисенанда: Свинтилы, его сына и брата — Рикимира и Гейлы. Также здесь упоминались и другие неназванные по именам персоны, посягавшие на королевский престол. Возможно, речь в этом случае шла об участниках недавно подавленного восстания Юдилы. Предполагается, что тот, кто спрятал обнаруженный в Кармоне клад, был одним из мятежников.
В средневековых списках правителей Вестготского королевства имя Юдилы отсутствует: непосредственным преемником Свинтилы во всех них назван Сисенанд.